# Mededeelingen van het Botanisch Museum en Herbarium van de Rijks Universiteit te Utrecht
Mededeelingen van het Botanisch Museum en Herbarium van de Rijks Universiteit te Utrecht (abreviado Meded. Bot. Mus. Herb. Rijks Univ. Utrecht) es una revista con ilustraciones y descripciones botánicas que fue editada en Utrech desde el año 1932.